# Nick Jameson
Nick Jameson (Columbia, Misuri; 5 de diciembre de 1948) es un actor de voz y músico estadounidense. Se ha destacado por variadas apariciones en películas, contando con un perfil de alrededor de más de 100 películas, además de su participación en series animadas y de televisión tales como El Crítico, 24, Lost y Star Wars: Guerras Clónicas; como también en videojuegos.
Sus papeles más destacados en televisión han sido su actuación como el presidente de Rusia Yuri Suvarov en la serie 24, las voces de Michael Morbius y Richard Fisk en Spider-Man: La Serie Animada, la voz de Dookie en El Campamento de Lazlo, variadas voces en la serie Mission Hill, la voz del Canciller Palpatine en Star Wars: Guerras Clónicas, y la voz de Vlada Veramirovich en El Crítico.
Otros papeles que ha realizado son la voz del Oficial Lewis y otras voces en la serie Clifford y voces varias en la serie La Robot Adolescente. Además ha aparecido como invitado en otras series como Avatar: La leyenda de Aang, Drawn Together, Lost, Criminal Minds, Mad About You y Seinfeld, entre otras.
En videojuegos su papel más destacado es la voz de Max en el clásico videojuego Sam & Max Hit the Road. Recientemente prestó su voz para el Coronel Skowronski en el videojuego Metal Gear Solid: Portable Ops.
Nick también se encargó de la producción de varios álbumes gracias a su participación en la banda Foghat.